# Wilshire Boulevard
Wilshire Boulevard – ulica w hrabstwie Los Angeles biegnąca ze wschodu na zachód. Rozciąga się od Ocean Avenue przy Oceanie Spokojnym w Santa Monica do śródmieścia (downtown) Los Angeles; długość – ok. 25 km (16 mil). Wzdłuż bulwaru skoncentrowane jest życie biznesowe Santa Monica, Beverly Hills oraz Los Angeles. Przy Wilshire Blvd znajdują się przedstawicielstwa konsularne wielu państw, także Konsulat Generalny Rzeczypospolitej Polskiej.

## Galeria zdjęć

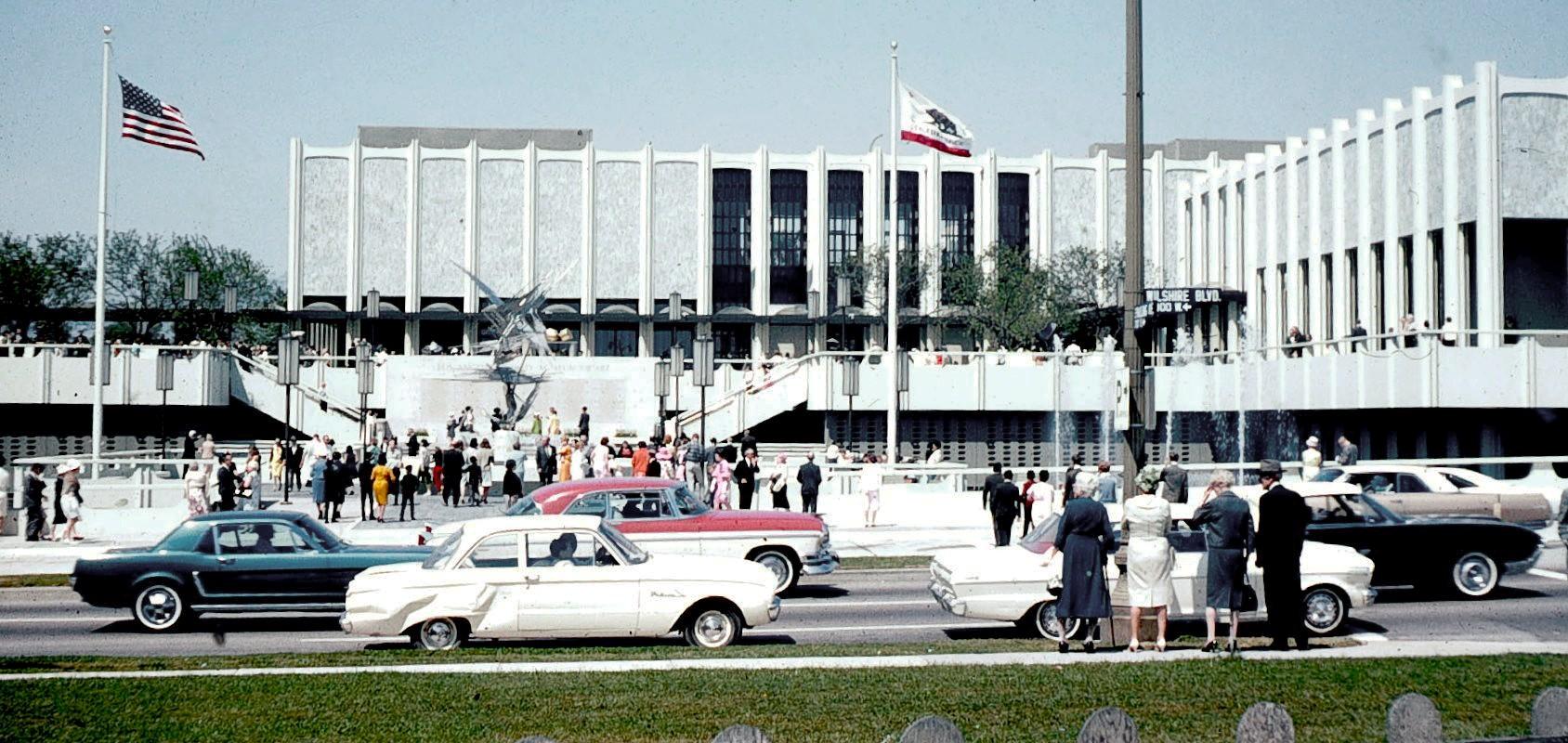
Wilshire Boulevard na wysokości Los Angeles County Museum of Art w 1965 roku
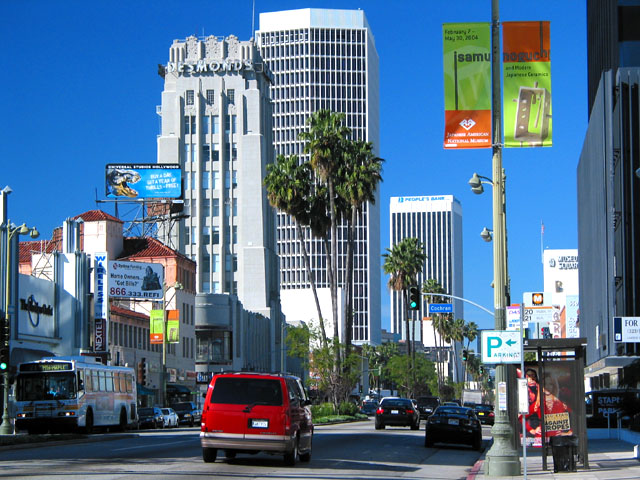
Miracle Mile
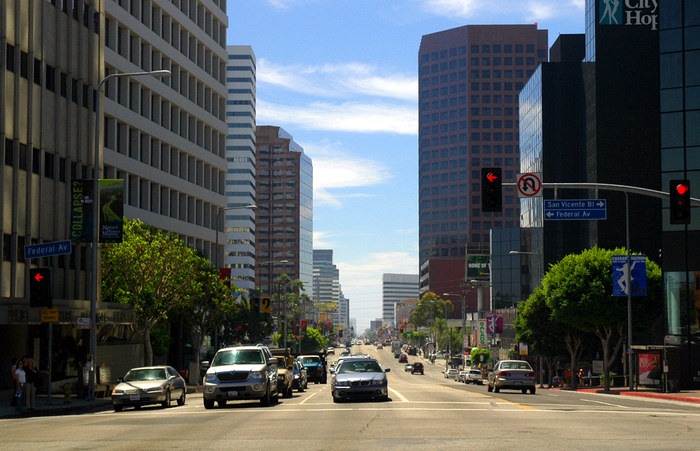
Wilshire Boulevard przebiegająca przez dzielnicę Brentwood
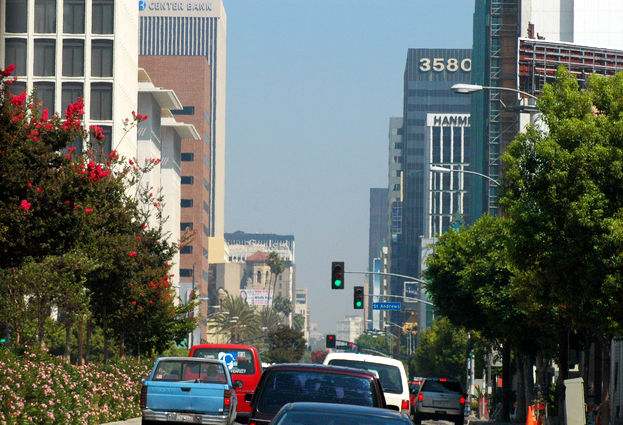
Wilshire Boulevard przechodząca przez rejon Koreatown
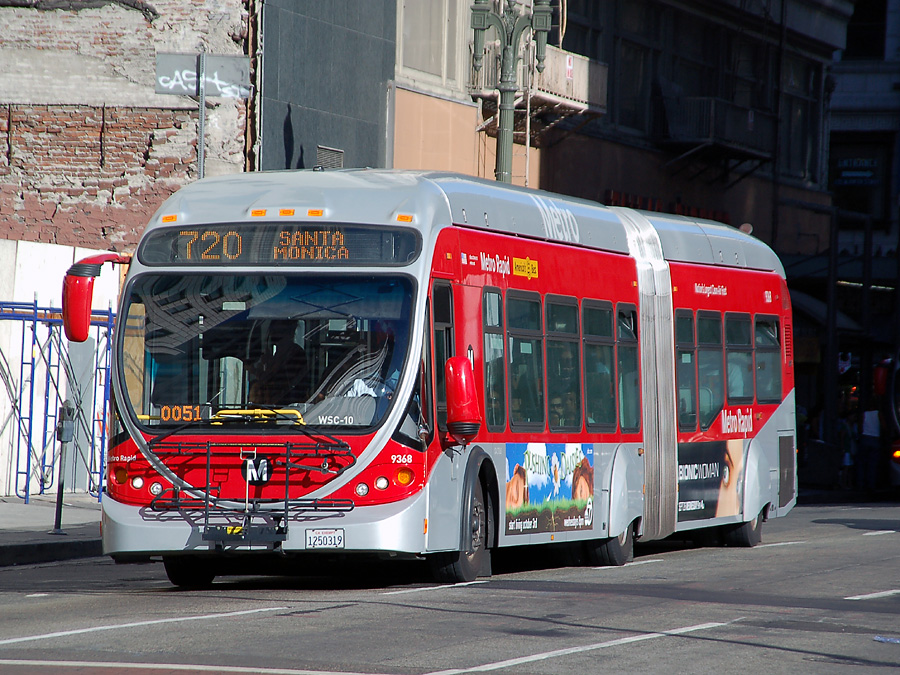
Autobus linii 720 należący do systemu Metro Rapid jadący w kierunku miasta Santa Monica
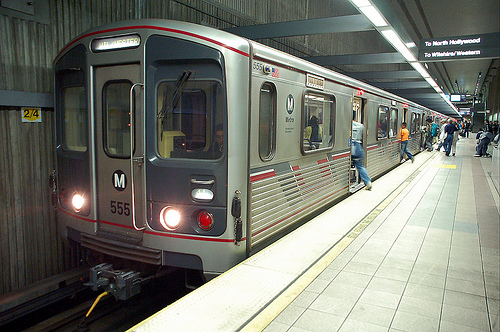
Pociąg fioletowej linii metra
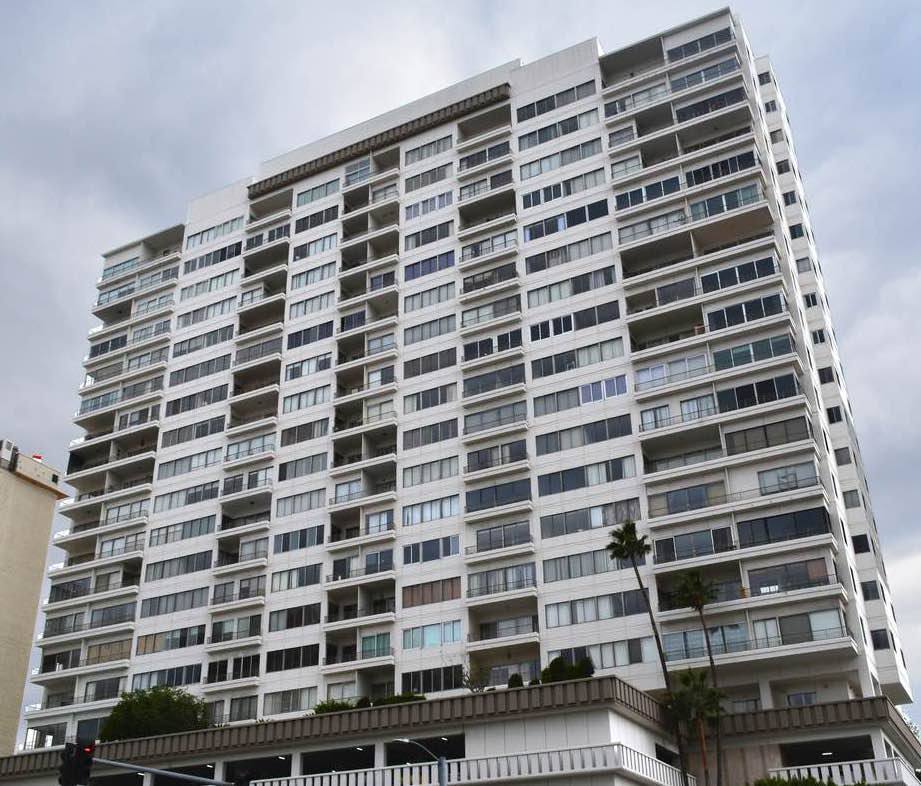
Wilshire Regent
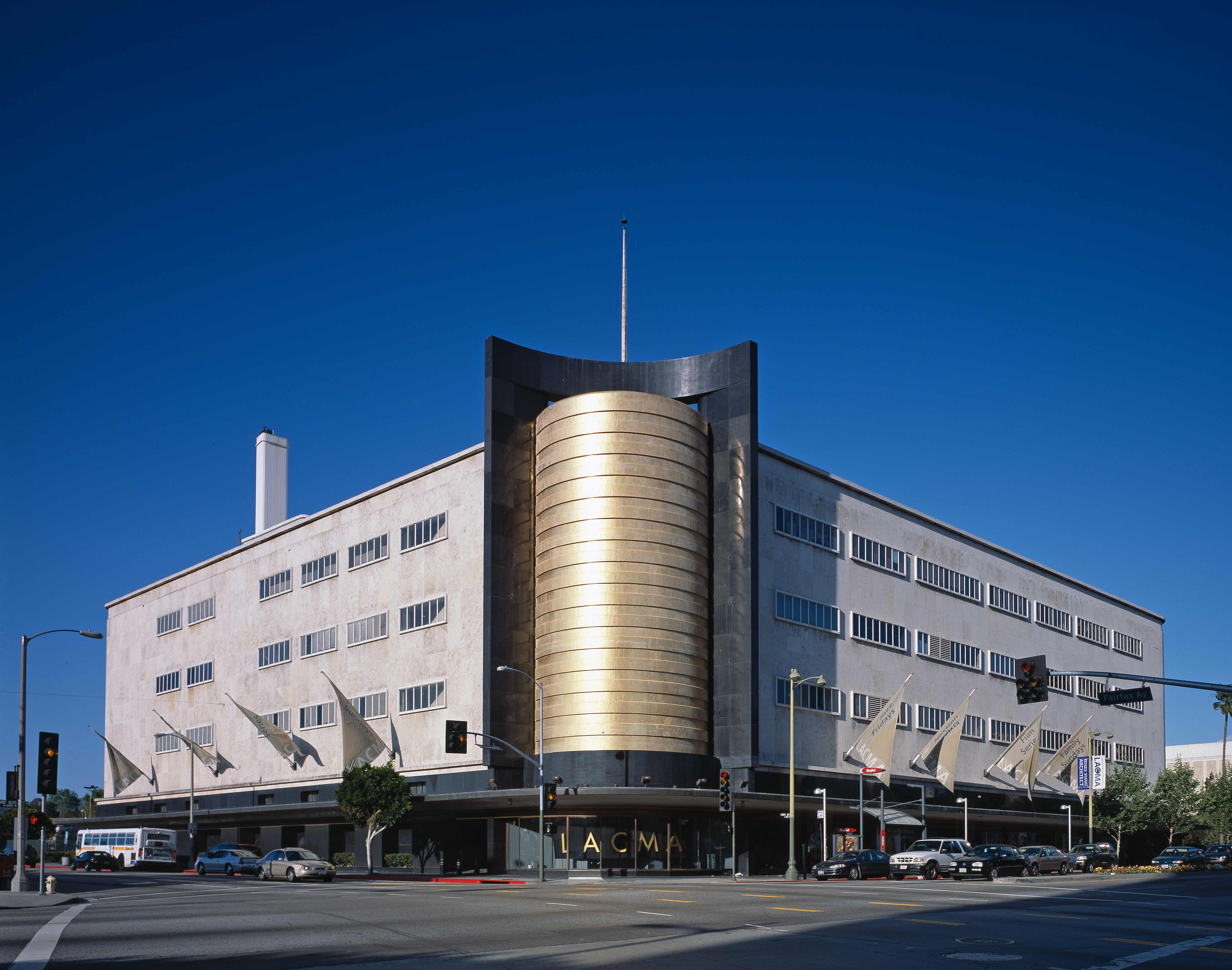
LACMA (dawniej May Company Department Store
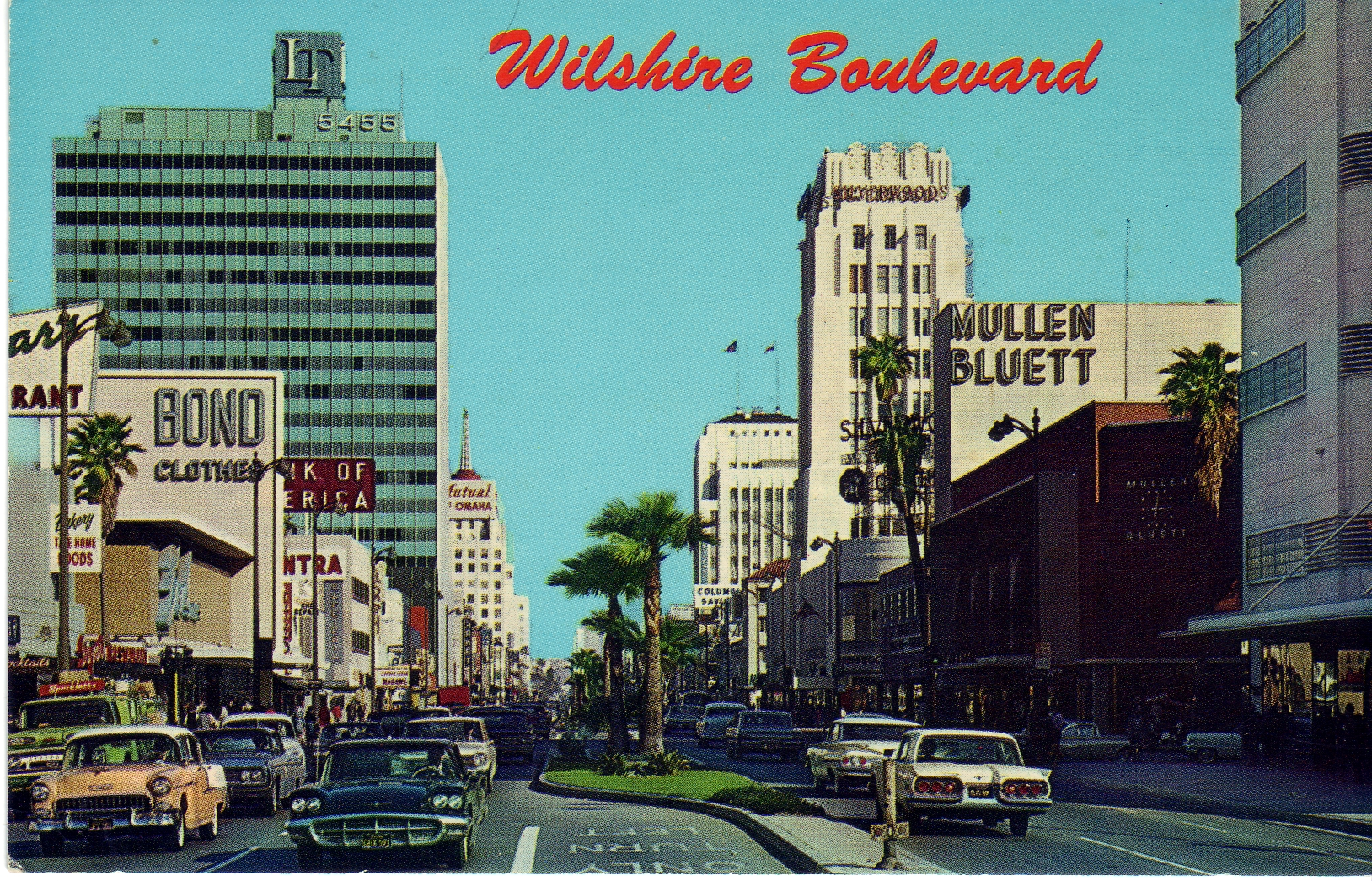
Wilshire Boulevard na wysokości Miracle Mile na pocztówce z lat sześćdziesiątych
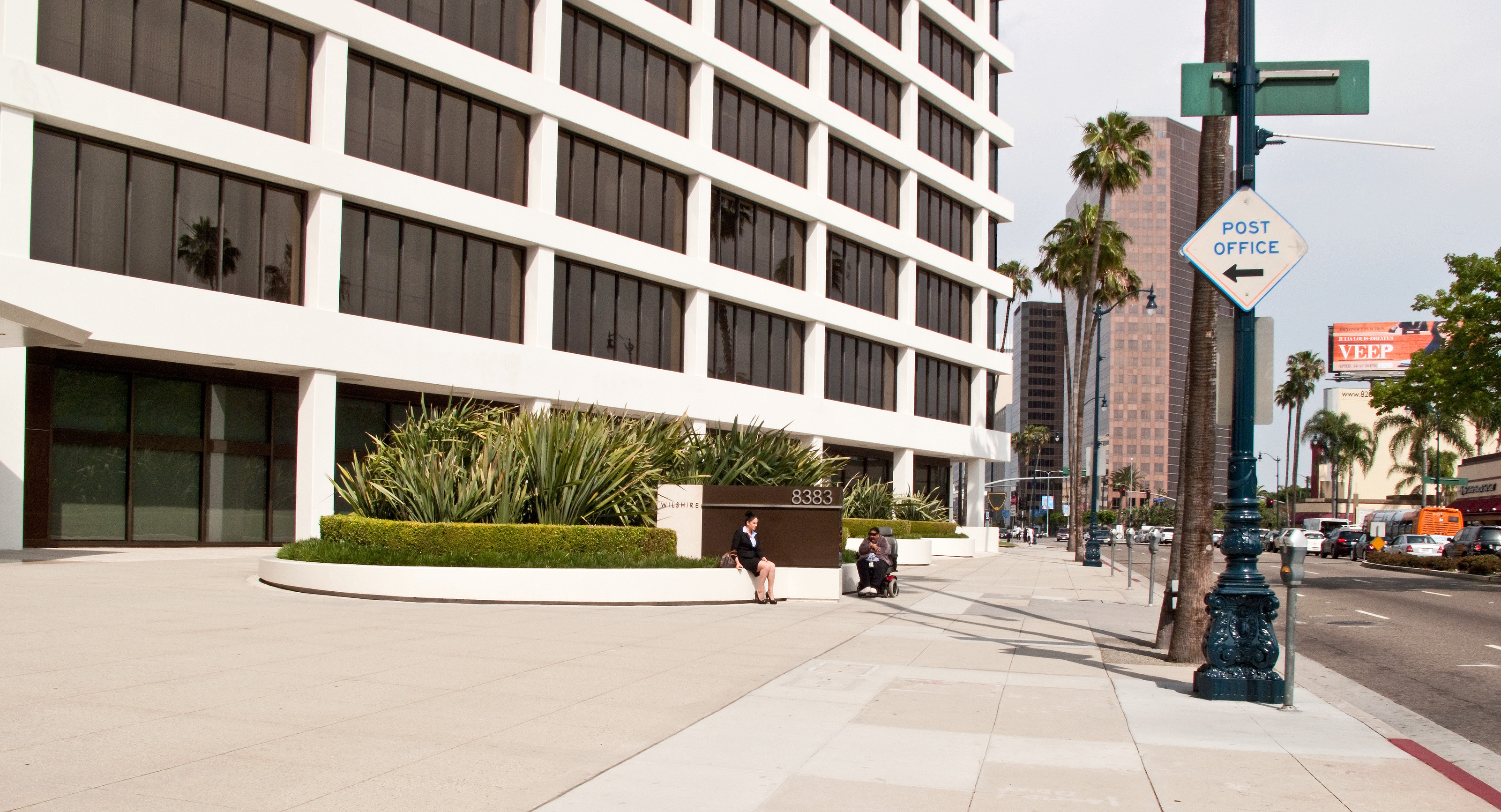
Wilshire Boulevard przebiegająca przez wschodnią granicę miasta Beverly Hills